# Raglan (Regno Unito)
Raglan (in lingua gallese Rhaglan) è un villaggio della contea del Monmouthshire, nel sud-est del Galles, Regno Unito. Si trova a 14 km. a sud-ovest di Monmouth, a metà strada fra Monmouth e Abergavenny sulla strada A40 molto vicino al raccordo con la strada A449. Il villaggio è noto soprattutto per il grande castello esistente sul suo territorio, Raglan Castle, costruito da William ap Thomas ed ora  sotto la tutela del Cadw.